# Bérou-la-Mulotière
Bérou-la-Mulotière é uma comuna francesa na região administrativa do Centro, no departamento Eure-et-Loir. Estende-se por uma área de 13 km². Em 2010 a comuna tinha 340 habitantes (densidade: 26,2 hab./km²).